# Testimony Two - Live in Los Angeles
Testimony Two - Live in Los Angeles è il terzo album dal vivo del cantante statunitense Neal Morse, pubblicato il 28 novembre 2011 dalla Metal Blade Records e dalla Radiant Records.

## Tracce
Testi e musiche di Neal Morse.
CD 1
1. Lifeline – 14:04
2. Leviathan – 6:54
3. The Separated Man – 19:26
4. Sola Scriptura – 18:41

CD 2
1. Seeds of Gold – 26:51
2. Testimony 1 - Part 5 – 9:46
3. Reunion – 11:01

CD 3 – Testimony 2
- Part Six

1. Mercy Street – 6:14
2. Overture No. 4 – 5:41
3. Time Changer – 6:06
4. Jayda – 7:33

- Part Seven

1. Nighttime Collectors – 4:26
2. Time Has Come Today – 4:40
3. Jesus' Blood – 5:25
4. The Truth Will Set You Free – 7:37

- Part Eight

1. Chance of a Lifetime – 6:54
2. Jesus Bring Me Home – 4:45
3. Read Dog Blues – 2:16
4. It's for You – 6:14
5. Crossing Over / Mercy Street (Reprise) – 12:08

DVD 1
1. Testimony 2 Concert Part 1 Plus Neal Morse with Spock's Beard – 109:00

DVD 2
1. Testimony 2 Concert Part 2 Plus Tour Documentary – 186:00

## Formazione
Musicisti
- Neal Morse – tastiera, chitarra, voce
- Mike Portnoy – batteria
- Randy George – basso
- Eric Brenton – chitarra, violino, flauto traverso
- Mark Leniger – sassofono, percussioni, voce
- Nathan Brenton – violoncello, chitarra, voce
- Nathan Girard – tastiera, voce
- Rick Altizer – tastiera, chitarra, voce

Produzione
- Neal Morse – produzione, missaggio, montaggio
- Jerry Guidroz – front of house
- Vince Daukas – registrazione
- Marc Attlesey – registrazione
- Bob Sackter – montaggio
- Randy George – creazione documentario
- John Vis – montaggio filmato con gli Spock's Beard